# Galeria Kazimierz
Galeria Kazimierz – jedna z największych galerii handlowych Krakowa. Znajduje się przy ulicy Podgórskiej 34 w dzielnicy Grzegórzki, a jej nazwa wiąże się z sąsiadującym z Grzegórzkami Kazimierzem.
W galerii znajduje się około 160 sklepów i punktów usługowych, a parking mieści 1800 samochodów. W roku 2007 rozpoczęto dobudowywanie sześciokondygnacyjnej części biurowej Galerii Kazimierz, które zakończyło się w 2009.
Galeria powstała w miejscu zabudowań rzeźni miejskiej, z czego kilka budynków zachowano i odrestaurowano. Budowę obiektu rozpoczęto w 2004 roku, a centrum otworzono 16 marca 2005. Powierzchnia handlowa: 36 200 m².
Inwestorem była Globe Trade Centre SA. W 2013 roku centrum handlowe kupiła za 760 mln złotych amerykańska firma Invesco.

## Komunikacja
W pobliżu galerii, na północnym brzegu Wisły znajduje się przystanek tramwaju wodnego o nazwie „Galeria Kazimierz”. 